# Tituria flavimacula
Tituria flavimacula är en insektsart som beskrevs av Cai och Shen 1998. Tituria flavimacula ingår i släktet Tituria och familjen dvärgstritar. Inga underarter finns listade i Catalogue of Life.